# Utah Beach American Memorial
Het Utah Beach American Memorial is een gedenkteken vlak achter Utah Beach gelegen, dat is gebouwd ter nagedachtenis aan de Amerikaanse strijdkrachten van het 7e legerkorps die vochten voor de bevrijding van het schiereiland Cotentin.

## Beschrijving
Het gedenkteken zelf bestaat uit een rood granieten obelisk. Om het gedenkteken heen ligt een klein parkje. Vanuit dit parkje heeft men uitzicht op de historische duinen van Utah Beach, een van de vijf (de andere vier waren Omaha Beach, Gold Beach, Sword Beach, Juno Beach) landingsstranden waarop geallieerde troepen landden tijdens de landing in Normandië op 6 juni 1944.
Het gedenkteken wordt beheerd door de American Battle Monuments Commission. Deze organisatie heeft meerdere gedenktekens, monumenten en begraafplaatsen onder beheer.